# Noemi Signorile
Noemi Signorile est une joueuse italienne de volley-ball, née le 15 février 1990, à Turin. Elle mesure 1,83 m et joue au poste de passeuse. Elle totalise 24 sélections en équipe d'Italie.

## Parcours
| Club                | De        | À         |
| ------------------- | --------- | --------- |
| Chieri Volley       | 2005-2006 | 2005-2006 |
| Club Italia         | 2006-2007 | 2007-2008 |
| Esperia Cremona     | 2008-2009 | 2008-2009 |
| Verona Volley       | 2009-2010 | 2009-2010 |
| Volley Bergame      | 2010-2011 | 2011-2012 |
| RV Pesaro           | 2012-2013 | 2012-2013 |
| Pallavolo Ornavasso | 2013-2014 | 2013-2014 |
| AGIL Volley         | 2014-2015 | 2015-2016 |
| FV Busto Arsizio    | 2016-2017 | 2016-2017 |
| CSM Bucarest        | 2017-2018 | 2017-2018 |
| RC Cannes           | 2018-2019 | 2019-2020 |
| Cuneo Granda Volley | 2020-2021 | en cours  |

## Palmarès

### Sélection nationale
- Coupe du monde (1)
  -  : 2011.
- Championnat d'Europe U20 (1)
  -  : 2008.
- Championnat d'Europe U18
  -  : 2007.

### Clubs
- Championnat du monde des clubs
  - Troisième : 2010.
- Challenge Cup
  - Finaliste : 2006.
- Coupe de la CEV
  - Finaliste : 2017.
- Championnat d'Italie — Div. A (1)
  - Vainqueur : 2011.
  - Finaliste : 2015.
- Coupe d'Italie (1)
  - Vainqueur : 2015.
  - Finaliste : 2011.
- Supercoupe d'Italie (1)
  - Vainqueur : 2012.
  - Finaliste : 2015.
  - Troisième : 2005.
- Coupe de la Ligue d'Italie
  - Finaliste : 2006.
- Championnat de Roumanie (1)
  - Vainqueur : 2018.
- Coupe de Roumanie (1)
  - Vainqueur : 2018.
- Championnat de France — Div. A (1)
  - Vainqueur : 2019.
- Supercoupe de France (1)
  - Vainqueur : 2019.

### Distinctions individuelles
Néant